# Michael Skjelderup
Michael Skjelderup (født 22. oktober 1769 i Hof præstegård i Jarlsberg, død 16. april 1852 i Christiania) var en norsk læge, anatom og fysiolog.
Som barn fik Skjelderup kun en ufuldstændig skoleundervisning, væsentlig fordi han i høj grad led af stammende udtale, og hans kundskaber var, da han i 16 års-alderen blev sat i apotekerlære i Fredrikstad, meget mangelfulde. Interesse for apotekergerningen havde han ikke, og hans helbred, der altid havde været svagt, led under opholdet i apoteket. Imidlertid havde han hørt om det nyoprettede Kirurgiske Akademi i København og besluttede at søge til dette for at studere kirurgi. Han forlod apoteket, og efter en del vanskeligheder lykkedes det ham at komme til København 1789. Han begyndte at deltage i hospitalsundervisningen og hørte samtidig alle de forelæsninger, han kunde overkomme, idet han særlig kastede sig over studiet af anatomi og fysiologi under Winsløw og Callisen. Han lærte sig selv latin og arbejdede med en flid, en energi og et talent, som hurtig henvendte opmærksomheden på ham, således at han allerede i studiedagene blev en søgt lærer og manuduktør i anatomi.
1794 tog han kirurgisk eksamen. Allerede året efter blev han reservekirurg ved Akademiet og Frederiks Hospital og begyndte at holde forelæsninger i antropologi og kirurgi. Da Horrebow døde (1796), og Callisen midlertidig overtog forelæsningerne i anatomi ved universitetet, stillede han som betingelse, at Skjelderup blev prosektor ved "Anatomikamret". I 1800 blev han (uden eksamen) indskrevet som akademisk borger og året efter adjunkt ved universitetet. 1803 indsendte han en afhandling for doktorgraden: Dissertatio sistens vim frigoris incitantem, der blev antagen med megen ros. Efter et kort ophold i Holsten ved hæren som regimentskirurg vendte han tilbage til København og holdt nu stadig i de følgende år såvel videnskabelige som mere populært anlagte forelæsninger over anatomi og fysiologi. 1805 blev han udnævnt til ekstraordinær professor.
Da det norske universitet var oprettet, søgte han et professorat ved dette og blev udnævnt 1813. Ved afskeden blev han varmt hyldet af elever og kolleger. Over Frederikshavn kom han med Nød og næppe i en Baad gennem den engelske flåde, der blokerede kysten, til Kristiania, hvor han overtog undervisningen i anatomi, fysiologi og legal medicin, men hans virksomhed indskrænkedes ikke, som i København, til universitetsgerningen. Under de daværende forhold trængtes i høj grad til en mand med Skjelderups alsidige medinske dannelse og praktiske blik. Han blev straks overlæge såvel ved det civile som ved det militære sygehus og tog kraftig del i organisationsarbejdet af det norske sundhedsvæsen. Samtidig blev han optaget af privat praksis og talrige offentlige gøremål. Ikke desto mindre fandt han tid til litterære arbejder og deltog ivrig i forhandlingerne i "Lægeforeningen i Christiania", af hvilken han var en af stifterne. Først 1849 tog han sin afsked.
Skjelederup var et sjældent pædagogisk talent med en klar og koncis form, en i mange henseender både som forsker og menneske original ånd og en retskaffen karakter, der udøvede en stor indflydelse på sine elever og omgivelser. På sin 80-årige fødselsdag stiftede han en guldmedalje, som hvert år uddeles af Oslo Universitet for et medicinskt arbejde. Foruden den ovenfor nævnte dissertation har han skrevet en række afhandlinger især over anatomi, fysiologi og kirurgi i det danske litteraturselskabs skrifter (1809—13), i "Bibliotek for Læger" (af hvilket han var en af stifterne), i Acta reg. soc. med. Hafn. og i "Eyr", det første norske medicinske tidsskrift, ligeledes grundlagt af Skjelderup (sammen med Frederik Holst).